# Retorsio argumenti
Retorsio argumenti (z łac., odwrócenie kierunku argumentu) – zabieg erystyczny polegający na użyciu przez dyskutanta naszego argumentu do zbicia naszej tezy.
Przykład:

Rozmowa między uczniami a nauczycielem:

– Jest już prawie lato, nikt nie myśli o nauce.

– Właśnie dlatego, że jest już prawie lato, powinniście się lepiej uczyć, bo ładna pogoda sprzyja nauce.